# Параолимпијске игре
Параолимпијске игре су Олимпијске игре спортиста са физичким оштећењима, параплегијом, церебралном парализом, ампутацијом, као и оштећењима вида. Оне су проистекле из игара параплегичара (Stoke Mandeville Games), чији је оснивач Лудвиг Гутман (Ludwig Guttmann), шеф болнице у Ејлсберију у Енглеској, један од најеминентнијих светских стручњака за оштећење кичме. Истога дана 29. јула 1948. када су отворене Олимпијске игре у Лондону, на спортским теренима поменуте болнице отворене су и игре параплегичара у којима је учествовало свега 16 припадника британских оружаних снага (14 мушкараца и 2 жене). То је била јавна демонстрација којом се хтело указати да се и особе са тешким физичким оштећењима могу бавити спортом.
Године 1952. у овим играма су учествовали и параплегичари Холандије и од тада су се као међународне почеле одржавати крајем августа сваке године на теренима Стоук Мандевила. Број земаља учесника се сваке године повећавао, а тиме и број млађих такмичара. Почев од 1960. године игре се одржавају сваке године у другој земљи под називом Параолимпијске игре. Настојало се да се она одржавају у оној земљи у којој се одржавају и Летње олимпијске игре.
Прве Параолимпијске игре одржане су 1960. године у Риму. Окупиле су око 400 такмичара из 22 земље. Друге су одржане у Токију у новембру 1964, са 370 такмичара из 22 земље, треће у Израелу, четврте у Хајделбергу, у Западној Немачкој, од 1. до 11. августа уз учешће око 1000 такмичара из 43 земље. Одлуком генералне скупштине Међународне спортске организације инвалида ИСОД (International Sport Organization for the Disabled) Параолимпијске игре се не одржавају више као засебне приредбе, него у склопу Олимпијских игара мултиинвалида. Прве такве олимпијске игре одржане су од 3. до 11. августа 1976. године у Торонту. Због учешћа такмичара из Јужноафричке Републике на тим играма учествовало је само око 1000 такмичара из 38 земаља.
Такмичења параплегичара су планирана и адаптирана на основу правила одређене спортске гране. То су екипне спортске игре или појединачна такмичења у дисциплинама неких спортских дисциплина као: стреличарство, мачевање, бацање копља, бацање диска, куглање, кошарка, одбојка, стони тенис, пливање идр. Број дисциплина се стално допуњава. На играма у Стоук Мандевилу из Југославије је учествовао само Радомир Стаменковић из Београда. На играма 1954, 1955. и 1956. освојио је у пливању три пута узастопно прва места и златне медаље. Први пут је екипа од 21 параплегичара Југославије учествовала на четвртим Параолимпијским играма 1976. у Хајделбергу. Освојили су четири медаље и то: Петар Ситар 60 m спринт у колицима златну медаљу, Милка Милинковић 60 m спринт у колицима сребрну медаљу и у бацању копља бронзану медаљу и Јожа Окорен у бацању диска бронзану медаљу. Прве зимске Параолимпијске игре одржане су 1976. у Шведској.
Параолимпијске игре су од малог окупљања британских ветерана из Другог светског рата 1948. прерасле у један од највећих међународних спортских догађаја почетком 21. века. Параолимпијске игре су порасле са 400 спортиста са инвалидитетом из 23 земље у Риму 1960, где их је предложио доктор Антонио Маглио, на 4.520 спортиста из 163 национална параолимпијска комитета на Летњим параолимпијским играма 2020. године. Параолимпијци теже једнаком третману са олимпијским спортистима без инвалидитета, али постоји велики јаз у финансирању између олимпијских и параолимпијских спортиста.
Параолимпијске игре се организују паралелно и на сличан начин са Олимпијским играма, док Светске игре Специјалне олимпијаде признате од стране МОК-а укључују спортисте са интелектуалним тешкоћама (иако од 1992. године на Параолимпијским играма учествују и особе са интелектуалним тешкоћама), а Олимпијске игре глувих се одржавају од 1924. и ексклузивно је за глуве спортисте.
С обзиром на широк спектар инвалидитета које имају пара спортисти, постоји неколико категорија у којима се спортисти такмиче. Дозвољене сметње су подељене на десет прихватљивих типова оштећења. Категорије су оштећена мишићна снага, поремећени пасивни обим покрета, недостатак удова, разлика у дужини ногу, низак раст, хипертонија, атаксија, атетоза, оштећење вида и интелектуално оштећење. Ове категорије су даље подељене на различите класификације

## Претече

### Спортисти са инвалидитетом на Олимпијским играма
Спортисти са инвалидитетом су се такмичили на Олимпијским играма пре почетка Параолимпијских игара. Први спортиста који је то учинио био је немачки амерички гимнастичар Џорџ Ајзер 1904. године, који је имао једну вештачку ногу. Оливер Халаси, мађарски ватерполиста са ампутацијом, такмичио се на трима узастопним Олимпијским играма, почевши од 1928. Мађар Карољ Такач се такмичио у стрељаштву на Летњим олимпијским играма 1948. и 1952. године. Био је имао ампутирану десну руку и могао је да пуца левом руком. Још један спортиста са инвалидитетом који се појавио на Олимпијским играма пре Параолимпијских игара била је Лис Хартел, данска такмичарка у коњачком спорту која је оболела од дечије парализе 1943. а која је освојила сребрну медаљу у дресури.

### Стоук Мандевил игре
Прва организована атлетска манифестација за спортисте са инвалидитетом која се поклопила са Олимпијским играма одржана је на дан отварања Летњих олимпијских игара 1948. у Лондону, Уједињено Краљевство. Др Лудвиг Гутман из болнице Стоук Мандевил, који је био у јеврејско-немачког порекла, и коме је Савет за помоћ академцима избеглицама (CARA) помогао да побегне из нацистичке Немачке 1939. године, био је домаћин спортског такмичења за британске ветеране Другог светског рата пацијенте са повредама кичмене мождине. Прве игре су се звале Међународне игре у инвалидским колицима 1948. и требало је да се поклопе са Олимпијским играма 1948. године. Гутманов циљ је био да створи елитно спортско такмичење за особе са инвалидитетом које би било еквивалентно Олимпијским играма. Игре су поново одржане на истој локацији 1952. године, а уз Британце су учествовали холандски и израелски ветерани, што је то учинило првим међународним такмичењем те врсте. Ова рана такмичења, такође позната као Игре у Стоуку Мандевилу, описана су као претходници Параолимпијских игара, а Стоук Мандевил заузима слично место у предању параолимпијског покрета као што Грчка има на Олимпијским играма.
Ова рана такмичења су описана као претходници Параолимпијских игара, а Стоук Мандевил има слично место у историји параолимпијског покрета као што Грчка има на Олимпијским играма; од 2012. године, параолимпијски пламен укључује „ватру наслеђа“ упаљену у Стоук Мандевилу, иако је комбинован са пламеном упаљеним у земљи домаћину за формални почетак штафете бакље. Почевши од 2024. године, будуће штафете параолимпијске бакље ће званично почети у Стоук Мандевилу, као еквивалент олимпијском пламену који се ствара у Олимпији.

## Прекретнице
Било је неколико прекретница у параолимпијском покрету. Прве званичне Параолимпијске игре, које су се поклопиле са деветим Играма у Стоук Мандевилу, али које више нису отворене само за ратне ветеране, одржане су у Риму 1960. године. Оне су биле замисао Антонија Маглија, Гутмановог пријатеља и следбеника, а финансирао их је скоро у потпуности Маглиов послодавац, Национални фонд за осигурање радника у Италији, који је тада водио Ренато Морели, који је такође био председник Међународног удружења за социјално осигурање. На Играма 1960. такмичило се четири стотине спортиста из 23 земље. Од 1960. године Параолимпијске игре се одржавају у истој години када и Олимпијске игре. Игре су у почетку биле отворене само за спортисте у инвалидским колицима; на Летњим играма 1976. године, спортисти са различитим инвалидитетом су први пут били укључени на Летње параолимпијске игре. Са укључивањем више класификација инвалидитета, Летње игре 1976. су се прошириле на 1.600 спортиста из 40 земаља.
Летње параолимпијске игре 1988. у Сеулу биле су још једна прекретница за параолимпијски покрет. У Сеулу су Параолимпијске летње игре одржане непосредно после Летњих олимпијских игара 1988. године, у истом граду домаћину, на већини локалитета. Ово је поставило преседан који се следио 1992, 1996 и 2000. године. На крају је формализован споразумом између Међународног параолимпијског комитета (IPC) и Међународног олимпијског комитета (МОК) 2001. године, и продужен је до 2020. Два комитета су 10. марта 2018. додатно продужила уговор до 2032. године. Упркос томе што су одржане у истом региону, Зимске параолимпијске игре 1992. користиле су друга места такмичења од оних која су се користила за Олимпијске игре. Зимске параолимпијске игре 1994. биле су прве зимске игре које су користиле исте просторе и имале исти Организациони комитет као Зимске олимпијске игре.

## Зимске игре
Прве зимске параолимпијске игре одржане су 1976. године у Ерншелдсвику у Шведској. Ово су биле прве Параолимпијске игре на којима је могло да се такмичи више категорија спортиста са инвалидитетом. Зимске игре су се одвијале сваке четири године исте године као и њихове кореспондирајуће летње игре, баш као и Олимпијске игре. Ова традиција се одржавала до Игара 1992. у Албервилу, Француска; након тога, почевши од Игара 1994. године, Зимске параолимпијске игре и Зимске олимпијске игре одржавају се у парним годинама одвојеним од летњих олимпијских игара. Зимске игре се одржавају две године после летњих.

## Међународни параолимпијски комитет
Међународни параолимпијски комитет је глобално управљачко тело Параолимпијског покрета. Састоји се од 178 националних параолимпијских комитета (NPC) и четири међународне спортске федерације за особе са инвалидитетом. Председник IPC-а је Ендрју Парсонс. Међународно седиште IPC-а је у Бону, Немачка. IPC је одговоран за организовање Летњих и Зимских параолимпијских игара. Такође служи као Међународна федерација за девет спортова (параолимпијска атлетика, параолимпијско пливање, параолимпијско стреличарство, параолимпијско дизање тегова, параалпско скијање, параолимпијски биатлон, параолимпијско скијашко трчање, хокеј на санкама и плес у инвалидским колицима). Ово захтева од IPC-а да надгледа и координира светска првенства и друга такмичења за сваки од девет спортова које регулише.
Чланство у IPC такође укључује националне параолимпијске комитете и међународне спортске федерације. Међународне федерације су независне спортске федерације које је IPC признао као једине представнике параолимпијског спорта. Одговорности међународних федерација укључују техничку јурисдикцију и вођење такмичења и местима за обуку у њиховим спортским дисциплинама током Параолимпијских игара. IPC такође признаје медијске партнере, сертификује званичнике, судије и одговоран је за спровођење подзаконских аката Параолимпијске повеље.
Од свог оснивања 1989. године, IPC има сарадњу са Међународним олимпијским комитетом (МОК). Делегати IOC-а су такође чланови МОК-а и учествују у одборима и комисијама МОК-а. Два управљачка тела остају различита, са засебним Играма, упркос блиском радном односу.
Параолимпијске игре су осмишљене да нагласе атлетска достигнућа учесника, а не њихов инвалидитет. Недавне игре су нагласиле да ове игре говоре о способностима, а не о инвалидитету. Покрет је драматично порастао од својих раних дана – на пример, број спортиста који учествују на Летњим параолимпијским играма порастао је са 400 спортиста у Риму 1960. на 4.342 спортиста из 159 земаља у Рио де Жанеиру 2016. године.. Параолимпијске летње и зимске игре су признате на светској сцени.
За разлику од Олимпијских игара, енглески је званични језик параолимпијског покрета. Остали језици који се користе на свим Параолимпијским играма су званични језици земље домаћина или региона домаћина. Сваки проглас (као што је најава сваке земље током параде нација на церемонији отварања) се говори на ова два или више језика.

## Име и симболи
Иако је назив првобитно скован као портманто који комбинује параплегичко (због њиховог порекла као игре за људе са повредама кичме) и олимпијско, укључивање других група инвалидности значи да се ово више не сматра сасвим тачним. Садашње формално објашњење за име је да потиче од грчког предлога παρά, pará („поред“ или „уздуж“) и стога се односи на такмичење које се одржава паралелно са Олимпијским играма. Летње игре 1988. одржане у Сеулу биле су први пут да је термин Параолимпијски ушао у званичну употребу.
„Дух у покрету“ је актуелни мото параолимпијског покрета. Тренутна параолимпијска застава се користи од 2020. године и садржи три боје, црвену, плаву и зелену, које су боје које су најшире заступљене на заставама нација. Боје су свака у облику Агита (што на латинском значи „крећем се/тресем/мешам“), што је назив дат асиметричном полумесецу специјално дизајнираном за параолимпијски покрет. Три Агита круже око централне тачке, која је симбол за спортисте који се окупљају са свих страна света. Мото и симбол IPC-а промењени су 2003. године у садашње верзије. Промена је имала за циљ да пренесе идеју да параолимпијци имају такмичарски дух и да IPC као организација остварује свој потенцијал и да се креће напред да га оствари. Визија IPC-а је: „Омогућити параолимпијским спортистима да постигну спортску изврсност и да инспиришу и узбуде свет.“ Параолимпијска химна је „Hymne de l'Avenir“ или „Химна будућности“. Компоновао ју је Тијери Дарнис и усвојена је као званична химна у марту 1996. године.

## Церемоније

### Отварање
Као што је прописано Параолимпијском повељом, различити елементи уоквирују церемоније отварања Параолимпијских игара. Већина ових ритуала су успостављени да буду исти као на Летњим олимпијским играма 1920. у Антверпену и истоветни су са Олимпијским играма. Церемонија отварања обично почиње подизањем заставе земље домаћина и извођењем њене државне химне. Одмах након добродошлице, химне земље домаћина и одавања почасти њиховој застави почиње „Парада нација“ са уласком спортиста на стадион груписаним по нацијама. Од Летњих параолимпијских игара 1960. године, нације улазе на стадион по абецедном реду у складу са службеним језиком земље домаћина или региона, док спортисти земље домаћина улазе последњи. Почевши од Летњих параолимпијских игара 2020. године, наредни домаћини одговарајућих Олимпијских игара (летњих или зимских) улазиће непосредно пре тренутног домаћина у опадајућем редоследу. Земља домаћин представља уметничке приказе своје културе и фолклора.
Одржавају се протоколарни сегменти уз давање говора, формално отварајући игре. Након уводне изјаве, параолимпијска застава улази на стадион и угошћује се уз параолимпијску химну, заједно са заставом земље домаћина, а полажу се заклетве спортиста, тренера и судија. Коначно, параолимпијски пламен се уноси на стадион и преноси све док не стигне до последњег носача бакље — често параолимпијског спортисте из земље домаћина—који запали параолимпијски пламен на огњишту стадиона.

### Затварање
Церемонија затварања Параолимпијских игара одржава се након завршетка свих спортских догађаја. Улазе заставоноше из сваке земље учеснице, а затим спортисти улазе заједно, без икакве националне разлике. Параолимпијска застава се спушта. Од Зимских параолимпијских игара 1988. године, уз неке изузетке, национална застава земље домаћина наредних летњих или зимских параолимпијских игара истицаће се док се свира одговарајућа национална химна. Игре су званично затворене, а параолимпијски пламен је угашен. Након ових обавезних елемената, следећа нација домаћин накратко се представља са уметничким приказима плеса и позоришта који представљају њену културу.

### Додела медаља
Церемонија доделе медаља одржава се након завршетка сваке параолимпијске дисциплине. Победник, друго и трећепласирани такмичари или тимови стоје на трибини са три нивоа када им члан IPC додељује одговарајућу медаљу. Затим се подижу државне заставе освајача медаља док се свира химна освајача златне медаље. Волонтерски грађани земље домаћина су такође домаћини током церемоније одликовања, при чему они помажу званичницима који уручују медаље, и они носе заставе. За сваки параолимпијски догађај, додела медаља се одржава највише један дан након финала такмичења.

## Једнакост

### Однос са Олимпијадом
У јуну 2001. Међународни олимпијски комитет (МОК) и Међународни параолимпијски комитет (IPC) потписали су споразум који би обезбедио да се постављање Параолимпијских игара аутоматски укључи у понуду за Олимпијске игре. Споразум је требало да ступи на снагу на Летњим Параолимпијским играма 2008. у Пекингу и Зимским Параолимпијским играма 2010. у Ванкуверу. Међутим, Организациони комитет Солт Лејка 2002 (SLOC) одлучио је да следи праксу „једна понуда, један град“, са једним Организационим комитетом за обе игре, након чега су уследиле Летње игре 2004. у Атини. Споразум је измењен 2003. Продужење је потписано у јуну 2006, након неких проблема на Зимским параолимпијским играма 2006. Првобитно је договорено да остане на снази до Летњих олимпијских игара 2012. године, али ово је касније проширено да обухвати све летње и зимске игре до Летњих олимпијских игара 2020. године. Чак и изван тога, сви летњи и зимски градови домаћини који су тренутно најављени припремају парове Олимпијских и Параолимпијских игара. Ово је додатно потврђено када су се 10. марта 2018. МОК и IOC договорили да продуже уговор до Летњих олимпијских игара 2032. године.

IOC је своју посвећеност једнаком приступу атлетици за све људе уписао у своју повељу, у којој стоји,
Бављење спортом је људско право. Сваки појединац мора имати могућност да се бави спортом, без дискриминације било које врсте и у олимпијском духу, што захтева међусобно разумевање у духу пријатељства, солидарности и фер-плеја…. Било који облик дискриминације у односу на државу или особа на основу расе, вере, политике, пола или на други начин је неспојив са припадањем Олимпијском покрету.
Док Повеља не говори о дискриминацији која се посебно односи на инвалидитет; с обзиром на језик у повељи у вези са дискриминацијом, разумно је закључити да би дискриминација на основу инвалидитета била против идеала Олимпијске повеље и IOC-а. Ово је такође у складу са Параолимпијском повељом, која забрањује дискриминацију на основу политичких, верских, економских основа, инвалидитета, пола, сексуалне оријентације или расних разлога.
Председник Лондонског организационог комитета Себастијан Ко рекао је о Летњим параолимпијским играма 2012. и Летњим олимпијским играма 2012. у Лондону, Енглеска, да „желимо да променимо ставове јавности према инвалидности, да славимо изврсност параолимпијског спорта и да од самог почетка учврстимо да су двоје Игара интегрисана целина.“
Зимске параолимпијске игре 2014. прве су такве Параолимпијске игре чији је домаћин била Русија. Русија је у том периоду ратификовала УН Конвенцију о правима особа са инвалидитетом. Посебно у Ванкуверу 2010. њихов параолимпијски тим је био на врху табеле медаља на Зимским параолимпијским играма, док је њихов олимпијски тим био далеко испод очекивања на Зимским олимпијским играма. Ово је навело медије да истичу контраст између достигнућа олимпијских и параолимпијских делегација земље, упркос већој пажњи и финансирању које је додељено олимпијским спортистима. Организатори |Зимских параолимпијских игара из Руске Федерације 2014. од 2007. године улажу напоре да град домаћин Сочи учине доступнијим.
У 2012. години, као део забране неовлашћеног рекламирања, Параолимпијски покрет је почео да захтева да било која тетоважа олимпијских прстенова буде покривена током такмичења, на основу тога што је Олимпијада технички организација треће стране. Године 2024, забрана је укинута након протеста спортиста.

#### Параолимпијци на Олимпијади
Параолимпијски спортисти тражили су једнаке могућности да се такмиче на Олимпијским играма. Преседан је направила Нероли Ферхол, параолимпијски стреличар са Новог Зеланда, која се такмичила на Летњим олимпијским играма 1984. у Лос Анђелесу. Године 2008, Оскар Писторијус, јужноафрички спринтер, покушао је да се квалификује за Летње олимпијске игре 2008. Писторијусу су ампутиране обе ноге испод колена и трка се са два помагала од угљеничних влакана произвођача Össur. Он држи параолимпијски светски рекорд у дисциплини 400 метара. Писторијус је пропустио квалификације за Летње олимпијске игре 2008. у трци на 400 метара за 0,70 секунди. Квалификовао се за Летње параолимпијске игре 2008. где је освојио златне медаље у спринту на 100, 200 и 400 метара.
Године 2011, Писторијус се квалификовао за Летње олимпијске игре 2012. и такмичио се у две дисциплине: пласирао се у полуфинале у трци на 400 метара; а његов тим је освојио 8. место у финалу штафете 4 × 400 метара. Иако се свим спортистима дају једнаке могућности да учествују у овим догађајима, као што је трка на 400 метара, све је више критика да игре можда нису фер према свим спортистима. На пример, спортисти који трче трку са левом протетском ногом могу бити у неповољном положају у поређењу са онима са протезом десне стране јер се трке воде у смеру супротном од казаљке на сату, што неким спортистима даје предност.
Неки спортисти без инвалидитета се такмиче и на Параолимпијским играма. Видљиви водичи за спортисте са оштећењем вида су толико близак и суштински део такмичења да се спортиста са оштећењем вида и водич сматрају тимом, и обоје спортиста су кандидати за медаљу.

#### Финансирање
Почевши од Летњих параолимпијских игара 1992. године, недавне игре су такође подржане доприносима великих спонзора. За разлику од Олимпијских игара, где МОК налаже да арене буду чисте од логотипа спонзора, Параолимпијске игре дозвољавају да се логотипи званичних спонзора приказују унутар арена и на униформама.

### Медијска покривеност
Док су Олимпијске игре доживеле огроман раст у глобалној медијској покривености од Летних параолимпијских игара 1984. године, Параолимпијске игре су биле спорије да развију конзистентно присуство у мејнстрим медијима. У јуну 2023. године, руководиоци IPC-а су приметили да се интересовање за Параолимпијске игре побољшало међу емитерима, наводећи да је већ постигнут уговор о правима за Летње параолимпијске игре 2024. које покривају 75% света више од годину дана унапред (у поређењу са 2020. када су многи договори су склопљени „у последњем тренутку“) и да се залагало за шире покривање и повећање накнада за права откако су емитери почели да „[схватају] да су [параолимпијске игре] заправо велики спортски догађај“, а не да их третирају као обавезу малог напора у пакету са њиховим олимпијским правима. За разлику од Олимпијских игара, IPC држи дигитална права за Параолимпијске игре на неким тржиштима, омогућавајући му да промовише пренос уживо и друге истакнуте догађаје путем сопствених платформи друштвених медија како би ангажовао онлајн публику.
Телевизијско емитовање Параолимпијских игара почело је 1976. године, али ово рано покривање било је ограничено на одложено емитовање једној нацији или региону. На Летњим параолимпијским играма 1992. било је 45 сати преноса уживо, али је било доступно само у Европи. Друге земље емитују врхунске пакете током Игара. До Летњих параолимпијских игара 2000. у Сиднеју није дошло до значајних побољшања у покривености.
Параолимпијске игре 2000. су представљале значајно повећање глобалне медијске изложености за Параолимпијске игре. Постигнут је договор између Организационог комитета параолимпијских игара у Сиднеју (SPOC) и Свих Медија Спортова (AMS) да се Игре преносе на међународном нивоу. Постигнути су договори са азијским, јужноамеричким и европским радиодифузним компанијама да се покривеност дистрибуира на што више тржишта. Игре су такође по први пут емитоване путем интернета. Због ових напора, Параолимпијске игре у Сиднеју су досегле глобалну публику која се процењује на 300 милиона људи. Значајна је била и чињеница да организатори нису морали да плаћају мрежама за телевизијски пренос Игара као што је то учињено на Играма 1992. и 1996. године.
Упркос овом напретку, константна пажња медија представљала је изазов, што се показало у извештавању о Зимским параолимпијским играма 2010. у Великој Британији. BBC је критикован због минималног извештавања о Зимским параолимпијским играма 2010. у поређењу са извештавањем о Зимским олимпијским играма 2010. Би-Би-Си је најавио да ће емитовати неки садржај на својој веб страници и приказати једносатни програм са најзанимљивијим садржајима након завршетка Игара. За Зимске олимпијске игре ББЦ је емитовао 160 сати извештавања. Одговор Би-Би-Сија је био да су буџетска ограничења и „фактор временске зоне“ захтевали ограничен распоред емитовања. Смањење покривености је учињено упркос повећању гледаности за Летње параолимпијске игре 2008, које је гледало 23% становништва Велике Британије. У Норвешкој, Норвешка радиодифузна корпорација (NRK) емитовала је уживо 30 сати Зимских игара 2010. NRK-спорт је био критичан према деловима ТВ продукције из Ванкувера и обавестио EBU о проблемима као што су покривеност биатлоном искључујући пуцање и скијашко трчање са скијашима на даљину, што је отежавало праћење тока такмичења . NRK је био много задовољнији продукцијом хокеја на леду и керлинга у инвалидским колицима, за које су сматрали да су достигли исти ниво као и Олимпијске игре.
Нису сви параолимпијски догађаји покривени телевизијским програмом; IPC и његови организатори тренутно склапају уговор са МОК-овом медијском јединицом Олимпијске радиодифузне услуге (OBS) за производњу снимака за Параолимпијске игре. На Летњим параолимпијским играма покривеност је била ограничена на 16 спортова 2016. године, али је повећана на 19 спортова 2020. Године 2024, сва 22 летња параолимпијска спорта су по први пут емитована на телевизији.
У Уједињеном Краљевству, Канал 4 је преузео телевизијска права почевши од Летњих параолимпијских игара 2012. године, обећавајући велико повећање покривености на телевизији и дигиталним платформама, напоре да се повећа профил Игара и посвећеност укључивању особа са инвалидитетом међу своје особље и водитеље. Њихово извештавање о Параолимпијским играма је промовисано кроз велике маркетиншке кампање; неколико њихових реклама освојило је награде Кански лавови, а његов трејлер за 2016. „Ми смо суперљуди“ добио је свеукупну Грандпри награду. У јануару 2020. године, Параолимпијске игре су класификоване као догађај категорије А од стране британског регулатора телекомуникација Офкома као и Олимпијске игре, налажући да се у целини или делимично емитују путем бесплатне мреже. Канал 4 је известио да је његово извештавање о Летњим параолимпијским играма 2024. видело укупно 20 милиона гледалаца, при чему је канал постигао највећи удео гледалаца од Параолимпијских игара 2012. године.

### Изван игара
Студија Универзитета Британске Колумбије (UBC) из 2010. о утицају Олимпијских игара (OGI) показала је да од отприлике 1.600 канадских испитаника, 41 до 50 одсто верује да су Параолимпијске и Олимпијске игре 2010. у Ванкуверу, Британска Колумбија, Канада, изазвале додатну приступачност зградама, тротоарима и јавним просторима. Удео од 23 процента послодаваца је рекло да су игре повећале њихову спремност да запосле особе са инвалидитетом.

Главни извршни директор Међународног параолимпијског комитета Гзавије Гонзалес рекао је о Летњим параолимпијским играма 2008. у Пекингу, Кина, да:
У Кини су (Параолимпијске) игре заиста биле алат за трансформацију за промену ставова широм света према особама са инвалидитетом у Кини, за изградњу објеката приступачности у граду, за промену закона како би се омогућило особама са инвалидитетом да буду део друштва.

### Учешће особа са Дауновим синдромом
У оквиру посвећености Међународног олимпијског комитета једнаком приступу атлетици, изражена је забринутост у вези са укључивањем спортиста са Дауновим синдромом на Параолимпијске игре. Док параолимпијски покрет тежи инклузивности, одсуство специфичне класификације за спортисте са Дауновим синдромом у оквиру параолимпијских пливачких такмичења поставља питања о равноправној и фер конкуренцији за спортисте са Дауновим синдромом.
Класификациони кодови Међународног параолимпијског комитета за пара-пливање су засновани само на једном оштећењу, док особе са Дауновим синдромом имају физичка и интелектуална оштећења. Иако су пливачи са Дауновим синдромом у стању да се такмиче у категорији интелектуалног оштећења S14 (под условом да имају низак резултат на тестовима интелигенције), често су надмашени супериорном физичком снагом својих противника. Тренутно не постоји одређена параолимпијска категорија за пливаче са Дауновим синдромом, што значи да морају да се такмиче као спортисти са интелектуалним потешкоћама. Ово занемарује њихове физичке недостатке.
Бројне групе за заступање на глобалном нивоу лобирају за укључивање посебне категорије класификације за пливаче са Дауновим синдромом у оквиру IPC класификацијских кодова. Појавиле су се иницијативе које имају за циљ промовисање веће инклузивности у оквиру параолимпијског покрета, укључујући заговарање и напоре за подизање свести усмерене на дискриминацију и обезбеђивање једнаких могућности за спортисте са Дауновим синдромом. Упркос текућем заговарању, ово питање остаје нерешено, а пливачи са Дауновим синдромом и даље се суочавају са изазовима у приступу одговарајућим путевима класификације.

## Летње игре
|                                 | Летње Параолимпијске игре | Летње Параолимпијске игре | Летње Параолимпијске игре               |
| ------------------------------- | ------------------------- | ------------------------- | --------------------------------------- |
| Година                          | Игре                      | Град домаћин              | Држава                                  |
| Летње Параолимпијске игре 1960. |                           | Рим                       | Шаблон:Италија                          |
| Летње Параолимпијске игре 1964. |                           | Токио                     | Јапан                                   |
| Летње Параолимпијске игре 1968. |                           | Тел Авив                  | Израел                                  |
| Летње Параолимпијске игре 1972. |                           | Хајделберг                | Западна Немачка                         |
| Летње Параолимпијске игре 1976. |                           | Торонто                   | Канада                                  |
| Летње Параолимпијске игре 1980. |                           | Арнем                     | Холандија                               |
| Летње Параолимпијске игре 1984. |                           | Стоук Мендевил Њујорк     | Уједињено Краљевство · Сједињене Државе |
| Летње Параолимпијске игре 1988. |                           | Сеул                      | Јужна Кореја                            |
| Летње Параолимпијске игре 1992. |                           | Барселона                 | Шпанија                                 |
| Летње Параолимпијске игре 1996. |                           | Атланта                   | Сједињене Државе                        |
| Летње Параолимпијске игре 2000. |                           | Сиднеј                    | Аустралија                              |
| Летње Параолимпијске игре 2004. |                           | Атина                     | Грчка                                   |
| Летње Параолимпијске игре 2008. |                           | Пекинг                    | Кина                                    |
| Летње Параолимпијске игре 2012. |                           | Лондон                    | Уједињено Краљевство                    |
| Летње Параолимпијске игре 2016. |                           | Рио де Жанеиро            | Бразил                                  |
| Летње Параолимпијске игре 2020. | XVI                       | Токио                     | Јапан                                   |
| Летње Параолимпијске игре 2024. | XVII                      | Париз                     | Француска                               |
| Летње Параолимпијске игре 2028. | XVIII                     | Лос Анђелес               | Сједињене Државе                        |
| Летње Параолимпијске игре 2032. | XIX                       | Бризбејн                  | Аустралија                              |

### Летњи спортови
- Стреличарство
- Параолимпијска атлетика
- Боћање
- Бициклизам
- Јахање
- Фудбал са 5 играча са сваке стране
- Фудбал са 7 играча са сваке стране
- Голбал
- Џудо
- Дизање терета
- Веслање
- Једрење
- Стрељаштво
- Пливање
- Стони тенис
- Одбојка
- Кошарка у колицима
- Мачевање у колицима
- Рагби у колицима
- Тенис у колицима

## Зимске игре
|                                  | Зимске Параолимпијске игре | Зимске Параолимпијске игре | Зимске Параолимпијске игре |
| -------------------------------- | -------------------------- | -------------------------- | -------------------------- |
| Година                           | Игре                       | Град домаћин               | Држава                     |
| Зимске Параолимпијске игре 1976. |                            | Ерншелдсвик                | Шведска                    |
| Зимске Параолимпијске игре 1980. |                            | Geilo                      | Норвешка                   |
| Зимске Параолимпијске игре 1984. |                            | Инзбрук                    | Аустрија                   |
| Зимске Параолимпијске игре 1988. |                            | Инзбрук                    | Аустрија                   |
| Зимске Параолимпијске игре 1992. |                            | Албервил                   | Француска                  |
| Зимске Параолимпијске игре 1994. |                            | Лилехамер                  | Норвешка                   |
| Зимске Параолимпијске игре 1998. |                            | Нагано                     | Јапан                      |
| Зимске Параолимпијске игре 2002. |                            | Солт Лејк Сити             | Сједињене Државе           |
| Зимске Параолимпијске игре 2006. |                            | Торино                     | Италија                    |
| Зимске Параолимпијске игре 2010. |                            | Ванкувер                   | Канада                     |
| Зимске Параолимпијске игре 2014. |                            | Сочи                       | Русија                     |
| Зимске Параолимпијске игре 2018. |                            | Пјонгчанг                  | Јужна Кореја               |
| Зимске Параолимпијске игре 2022. |                            | Пекинг                     | Кина                       |
| Зимске Параолимпијске игре 2026  | XIV                        | Милано и Кортина д’Ампецо  | Италија                    |
| Зимске Параолимпијске игре 2030. | XV                         | Француски Алпи             | Француска                  |

### Зимски спортови
- Алпско скијање
- Хокеј на санкама
- Нордијско скијање
  - Биатлон
  - Скијашки крос контри
- Карлинг у колицима